# William Ellery Leonard
William Ellery Leonard (25 de janeiro de 1876, em Plainfield, Nova Jersey - 2 de maio de 1944, em Madison, Wisconsin) foi um poeta, dramaturgo, tradutor e estudioso literário norte-americano.

## Carreira
Em 1906, Leonard aceitou o cargo de Professor Assistente de Inglês na Universidade de Wisconsin. Ele foi recrutado por Charles R. Van Hise, cujo Wisconsin Idea ditava que a pesquisa seria a pedra angular da universidade. Ele fez amizade com o estudante de pós-graduação Leonard Bloomfield, com quem manteria uma amizade ao longo da vida. Leonard publicou seu primeiro livro de poemas como Sonetos e Poemas em 1906. Entre seus alunos proeminentes em Wisconsin estavam o crítico literário Leslie Fiedler, o ativista Carl Haessler, a poetisa Marya Zaturenska, a ativista Mildred Harnack e a poetisa Clara Leiser, os dois últimos oponentes declarados do nazismo.
Ao longo de sua carreira, Leonard escreveu vários volumes de poesia, o primeiro dos quais foi Sonetos e Poemas, uma coleção considerada como mostrando intensidade emocional e profundidade psicológica. Ele é mais lembrado, no entanto, por Duas Vidas, um ciclo de 250 sonetos contando a história de seu trágico casamento. Stephen Vincent Benét chamou-lhe o melhor poema americano do século XX. Em sua autobiografia psicológica, The Locomotive-God, ele testou sua agorafobia. Leonard também é conhecido por seus muitos trabalhos acadêmicos, particularmente traduções de Esopo e Lucrécio (por exemplo, De rerum natura), bem como o épico Beowulf.

## Trabalhos
- Byron and Byronism in America (1905—Columbia University dissertation)
- Sonnets and Poems (1906)
- The Fragments of Empedocles (1908)
- Aesop and Hyssop (1912)
- The Vaunt of Man (1912)
- Socrates, Master of Life (1915)
- "Bryant and the Minor Poets," Book II, Chapter V of The Cambridge History of American Literature (1917–1921)
- The Lynching Bee (1920)
- Tutankhamen and After (1924)
- Two Lives (1925)
- The Locomotive-God (1927)
- Translation of Lucretius' Of the Nature of Things (1916)
- Beowulf: A New Verse Translation for Fireside and Class Room (1923)
- A Son of Earth Collected  Poems  (1928)
- Gilgamesh: Epic of Old Babylonia (1934)
- A Man Against Time (1945)